# Antipalpus pedestris
Antipalpus pedestris är en tvåvingeart som beskrevs av Becker 1925. Antipalpus pedestris ingår i släktet Antipalpus och familjen rovflugor.
Artens utbredningsområde är Taiwan. Inga underarter finns listade i Catalogue of Life.